# Willy Larsen
William "Willy" Larsen, född 15 november 1885 i Kotka, död 10 mars 1935 i New York, var en amerikafinländsk dragspelare. Han är mest känd för sin inspelning av Säkkijärven polkka från 1928.
Larsen föddes i Kotka, dit hans släkt emigrerat från Norge på 1800-talet. Som många andra tog Larsen anställning som sjöman och emigrerade till USA före första världskriget. Larsen var sedan aktiv som dragspelare och dragspelslärare i New York, där han både uppträdde på egen hand och senare grundade en egen orkester. Åren 1920–1931 gjorde Larsen 42 soloinspelningar och gjorde utöver det ett stort antal inspelningar som ackompanjatör för sångare som Hiski Salomaa, Antti Syrjäniemi, Akseli Vuorisola och Leo Kauppi.

## Skivinspelningar
| Datum            | Sånger                                                                      | Ackompanjemang              |
| ---------------- | --------------------------------------------------------------------------- | --------------------------- |
| 1920             | Apostol schottische Elisabetin jänkä Tyttöjen vienti                        | Martti Söderlund (dragspel) |
| 1921             | Suomen ent. kaartin marssi Kymmenen kynttä Lammen laine Merellä             |                             |
| 1925             | Lyytin polkka Kaipuu Kerenski Surut pois                                    |                             |
| 29 december 1925 | Heilani kanssa Yksin Taikayö Pohjalaispolkka                                |                             |
| 8 maj 1926       | Rakkauden kaiho Syystunnelma Suomen polkkaa                                 | O. Tolonen (violin)         |
| 4 augusti 1926   | Eveliina polkka Helmi Viimeinen valssi                                      | O. Tolonen (violin)         |
| 21 april 1927    | Elämää juoksuhaudoissa Syysruusuja                                          | Stanley Lutz (violin)       |
| 17 maj 1927      | Turun polkka Maijani kanssa                                                 | Stanley Lutz (violin)       |
| 1928             | Elokuun kuutamo Muistoja synnyinlaaksosta Muistoja Pohjolasta               | Kosti Tamminen (gitarr)     |
| 10 april 1928    | Jäähyvästi isänmaa Kultani kainalossa Kyllikki valssi Lukkari-Heikin polkka |                             |
| 17 februari 1930 | Seurasaaren polkka Soittajan kohtalo Poikain vienti Muistoja Karpaateilta   |                             |
| 1931             | Eveliina polkka Viipurin sottiisi Sydänsuru Lemmenkaipuu                    |                             |